# Viện hàn lâm Khoa học và Nghệ thuật châu Âu
Viện hàn lâm Khoa học và Nghệ thuật châu Âu (tiếng Latinh: Academia Scientiarum et Artium Europaea) là một "hội các nhà bác học" (learned society) gồm khoảng 1.500 nhà khoa học và nghệ sĩ hàng đầu của châu Âu nhằm thúc đẩy sự tiến bộ của các lãnh vực liên quan tới khoa học và nghệ thuật ở châu Âu và trên thế giới.
Không nhằm mục tiêu lợi nhuận để giữ sự độc lập về chính trị và ý thức hệ, Viện này được sự tài trợ của Liên minh châu Âu, chính phủ Áo, các cơ quan công cộng và các tổ chức tư nhân. Trong số các viện sĩ của viện, có 29 người đã đoạt giải Nobel.

## Lịch sử
Viện hàn lâm Khoa học và Nghệ thuật châu Âu được thành lập năm 1990 ở Salzburg, Áo bởi nhà phẫu thuật tim Felix Unger ở Salzburg, hồng y Franz König của tổng giáo phận Vienne và nhà khoa học chính trị kiêm triết gia Nikolaus Lobkowicz.

### Việc phát triển Alma Mater Europaea
Từ đầu thập niên 2000, Viện đã triển khai một dự án trường đại học gọi là Alma Mater Europaea (Đại học châu Âu), đôi khi có phụ đề là "European University for Leadership" (Đại học châu Âu về chức lãnh đạo).

Lễ trao bằng tốt nghiệp ở "Alma Mater Europaea", Maribor, Slovenia, 12.3.2013

Alma Mater Europaea được chính thức thành lập năm 2010. Chủ tịch của đại học là giáo sư tiến sĩ Felix Unger, viện trưởng là nhà khoa học chính trị người Đức, giáo sư tiến sĩ Werner Weidenfeld, và phó viện trưởng là giáo sư tiến sĩ Ludvik Toplak, một luật sư và nhà ngoại giao người Slovenia.
Năm 2011, Viện mở trường đại học đầu tiên ở Slovenia  gọi là Alma Mater Europaea - Evropsko sredisce Maribor (ECM) (tiếng Anh: Alma Mater Europaea - European Centre Maribor). Năm 2011 có khoảng 500 sinh viên ghi danh học ở trường đại học này. Tháng 7 năm 2011, Alma Mater Europaea của Viện hàn lâm Khoa học và Nghệ thuật châu Âu cũng đồng bảo trợ một lớp học mùa hè ở St. Gallen, Thụy Sĩ. Trong niên khóa 2012-2013, có khoảng 800 sinh viên ghi danh học ở đại học tại Maribor.
Năm 2013, trường Alma Mater Europea của Salzburg được thành lập. Dự kiến có khoảng 1.000 sinh viên sẽ ghi danh học nhiều môn ở Áo, Slovenia và ở các nước khác.

### Tuyên bố về biến đối khí hậu
Tháng 3 năm 2007, Viện hàn lâm Khoa học và Nghệ thuật châu Âu đã đưa ra một tuyên cáo chính thức, trong đó nói rằng "Hoạt động của con người rất có thể phải chịu trách nhiệm nhiều nhất về tình trạng khí hậu nóng lên. Hầu hết các tình trạng khí hậu nóng lên trong 50 năm qua có thể là được gây ra bởi nồng độ tăng lên của khí nhà kính trong không khí. Ghi nhận những thay đổi khí hậu dài hạn trong đó có những thay đổi trong nhiệt độ và băng ở Bắc cực, thay đổi rộng lớn trong lượng mưa, độ mặn đại dương, mô hình gió và thời tiết khắc nghiệt trong đó có hạn hán, lượng mưa lớn, sóng nhiệt và cường độ của những cơn lốc xoáy vùng nhiệt đới. Sự phát triển trên có khả năng gây ra hậu quả nghiêm trọng cho tương lai của nhân loại. Chúng tôi hoan nghênh những sáng kiến của Live Earth và Save Our Selves để bắt đầu quá trình vận động nhân dân có hành động về vấn đề này".

## Tổ chức và viện sĩ
Các viện sĩ được một ủy ban đề cử và được bầu bởi Senate của Viện, căn cứ vào công lao nghiên cứu và đóng góp cho xã hội của họ. Các viện sĩ được phân chia vào 7 ngành khoa học sau đây:
I. Nhân văn
II. Y học
III. Nghệ thuật
IV. Khoa học tự nhiên
V. Khoa học xã hội, Luật học và Kinh tế học
VI. Khoa học kỹ thuật và Khoa học môi trường
VII. Tôn giáo trên thế giới